# Chevillé
Chevillé ist eine französische Gemeinde mit 357 Einwohnern (Stand: 1. Januar 2022) im Département Sarthe in der Region Pays de la Loire. Die Gemeinde gehört zum Arrondissement La Flèche und zum Kanton Loué. Die Bewohner werden Chevilléens und Chevilléennes genannt.

## Geografie
Chevillé liegt etwa 31 Kilometer westsüdwestlich von Le Mans in der historischen Provinz Maine. Der Vègre begrenzt die Gemeinde im Norden und Westen. Umgeben wird Chevillé von den Nachbargemeinden Brûlon im Norden, Saint-Ouen-en-Champagne im Osten und Nordosten, Chantenay-Villedieu im Südosten, Fontenay-sur-Vègre im Süden, Poillé-sur-Vègre im Südwesten sowie Avessé im Westen.

## Bevölkerungsentwicklung
| 1962                       | 1968 | 1975 | 1982 | 1990 | 1999 | 2006 | 2013 | 2020 |
| -------------------------- | ---- | ---- | ---- | ---- | ---- | ---- | ---- | ---- |
| 447                        | 347  | 296  | 288  | 298  | 323  | 384  | 408  | 367  |
| Quellen: Cassini und INSEE |      |      |      |      |      |      |      |      |

## Sehenswürdigkeiten
- Kirche Notre-Dame aus dem 11. Jahrhundert mit späteren Umbauten, seit 1912 als Monument historique klassifiziert
- Haus Biard aus dem 16. Jahrhundert, seit 2014 als Monument historique eingeschrieben
- Schloss La Roche aus dem 15. bis 19. Jahrhundert

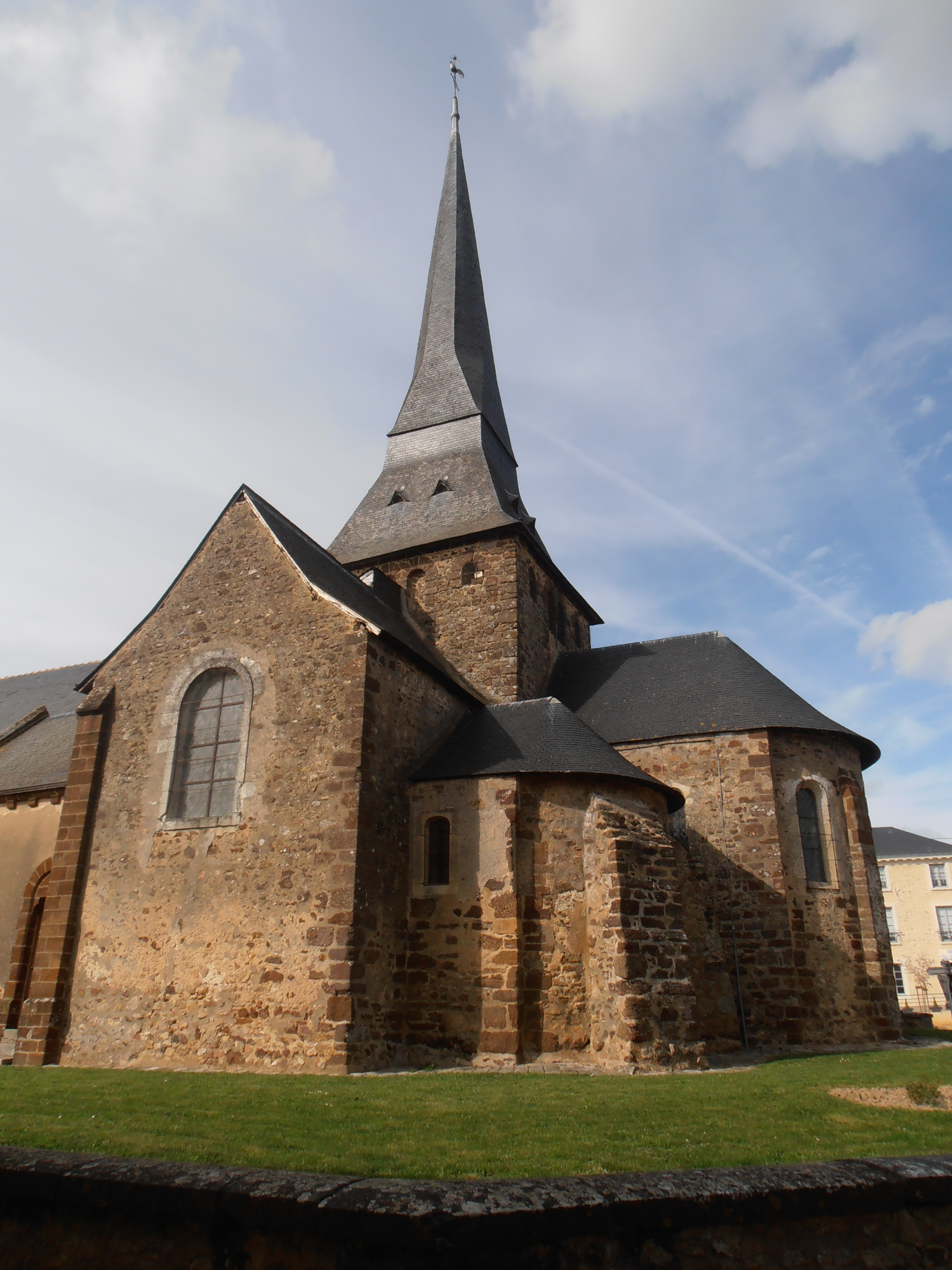
Kirche Notre-Dame
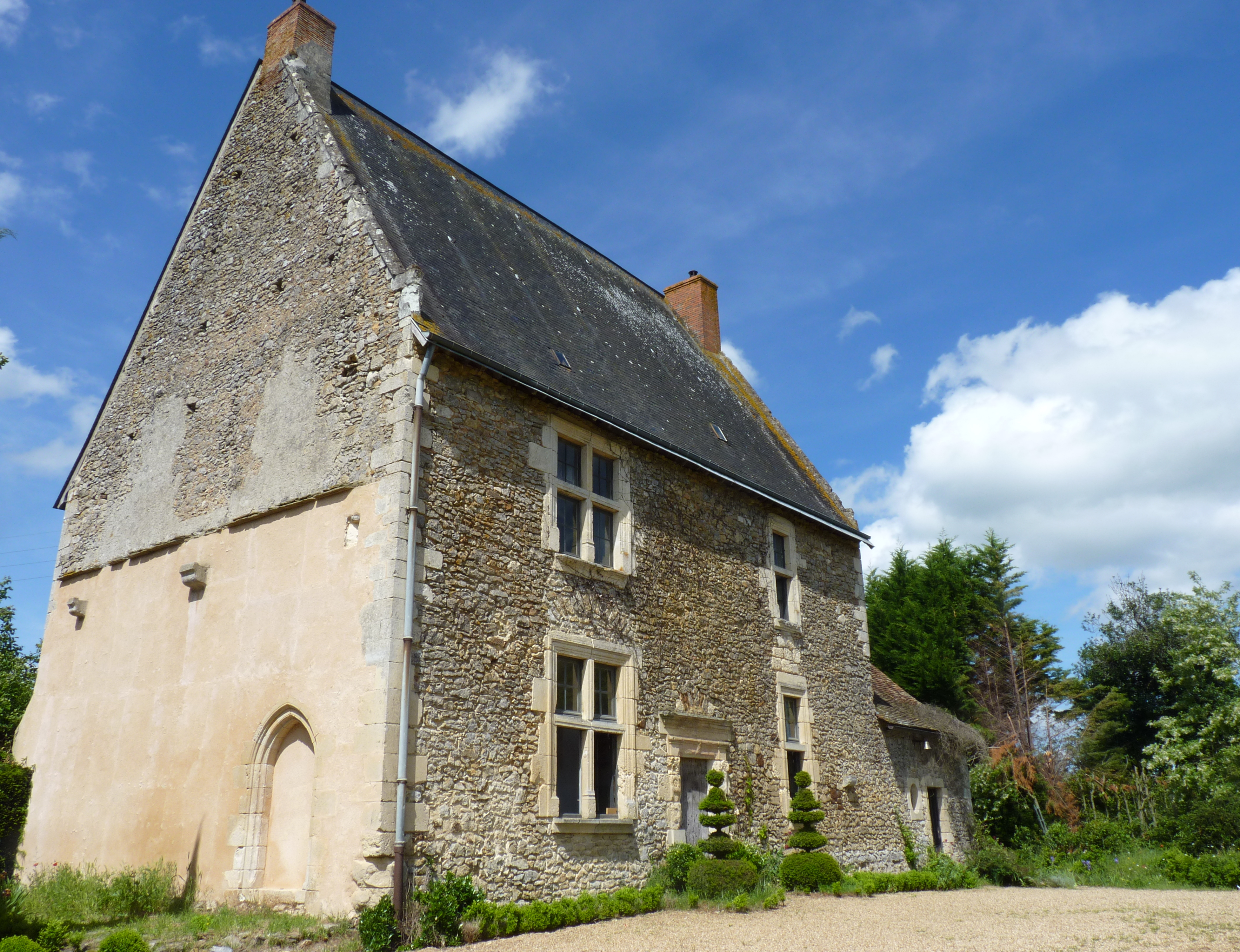
Haus Biard